# Jurij Koch
Jurij Koch (n. 15 septembrie 1936, Horka, Crostwitz, Luzacia Superioară) este un scriitor sorab, jurnalist, dramaturg, reporter radio și traducător. Acesta scrie atât în limbile sorabe (adică în soraba de jos și soraba de sus), cât și în limba germană. În 1974 a primit Premiul Ćišinski, acordat personalităților care au dezvoltat cultura sorabă.

## Biografie
Tatăl lui Koch a lucrat în cariera de piatră din apropiere, mama sa a avut mai multe locuri de muncă la diferite ferme. Jurij Koch a mers la școală în Crostwitz, nordul Cehoslovaciei, Bautzen și Cottbus și a studiat jurnalismul la Universitatea din Leipzig din 1956 până în 1960, apoi a efectuat studii postuniversitare în teatrologie din 1961 până în 1966.
A lucrat ca redactor și reporter. Este membru al Centrului PEN Germania (PEN-Zentrum Deutschland), o filială a asociației mondiale a scriitorilor (PEN International). A tradus lucrările lui Anton Cehov.
În lucrările sale, Koch a abordat în mod repetat zonele cu probleme de extracție a lignitului și distrugerea asociată a peisajului și a habitatului.
Astăzi Koch locuiește în cartierul Sielow al orașului Cottbus, Lusatia de Jos (Niederlausitz). Este căsătorit și are trei copii.

## Lucrări

### Romane
- Zwischen sieben Brücken (Mjez sydom mostami), Domowina Verlag, 1968
- Rosamarja, Mitteldeutscher Verlag, 1975
- Augenoperation, Verlag Neues Leben, 1988. ISBN: 3-355-00792-7
- Schattenrisse, Spectrum Verlag, 1990. ISBN: 3-7976-1450-0
- Jakub und das Katzensilber. Heiterer Abenteuerroman für junge Leser, Domowina-Verlag, Bautzen, 2001. ISBN: 3-7420-1867-1

### Scenarii
- 1991 - Tanz auf der Kippe (film bazat pe romanul său "Augenoperation")
- 1990 - Sehnsucht
- 1980 - Wie wär's mit uns beiden?

## Premii
A primit Premiul pentru literatură al editurii (organizației) Domowina în 1963 și 1968, Premiul de stat Jakub Bart-Ćišinski (premiul I) în 1974, Premiul Carl Blechen din partea orașului Cottbus în 1983 și Premiul pentru literatură ecologică din partea landului Renania de Nord-Westfalia în 1992.